# Nolanville
Nolanville – miasto w Stanach Zjednoczonych, w stanie Teksas, w hrabstwie Bell.